# Buszyce (województwo mazowieckie)
Buszyce – wieś sołecka w Polsce położona w województwie mazowieckim, w powiecie grodziskim, w gminie Baranów.
Wieś królewska w dzierżawie Kaski w  ziemi sochczewskiej województwa rawskiego w 1792 roku.
W latach 1954–1959 wieś należała i była siedzibą władz gromady Buszyce, po jej zniesieniu w gromadzie Baranów. W latach 1975–1998 miejscowość administracyjnie należała do województwa skierniewickiego.